# Neurospora crassa

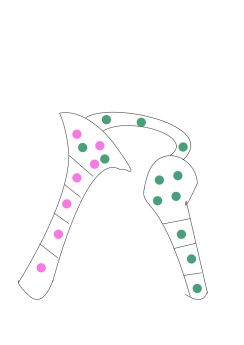
Schematisch voorbeeld van een ascogonium en antheridium met trichogyne

Neurospora crassa is een rode broodschimmel, die behoort tot de ascomyceten. De eerste gepubliceerde vermelding betrof aantastingen in Franse bakkerijen in 1843.
Het is in de biologie een bekend modelorganisme, die gemakkelijk op een kunstmatig groeimedium te kweken is. Door de haploïde levenscyclus is een genetische analyse eenvoudig uit te voeren, omdat de expressie van recessieve genen direct zichtbaar is bij de nakomelingen. De analyse van de recombinatie is gemakkelijker door de volgorde van de meiose producten in de ascospore. De ascosporen liggen namelijk op één rij.
Neurospora crassa werd door Edward Tatum en George Wells Beadle als onderzoeksmodel gekozen. Voor hun werk verkregen ze in 1958 de Nobelprijs voor de Fysiologie of Geneeskunde. Voor het opwekken van mutaties werd de schimmel bestraald met ionisierende stralen. Aansluitend werd de stofwisseling onderzocht op defecte enzymatische activiteit. Uit de onderzoeksresultaten werd door hen de één gen op één enzym hypothese opgesteld, één gen codeert voor één enzym. Deze hypothese blijkt tegenwoordig nog maar beperkt te gelden (zie: Desoxyribonucleïnezuur#Functies). Hun hypothese werd later door Norman Horowitz gebruikt bij zijn onderzoek naar metabole reactiepaden van enzymen. Ook hij gebruikte Neurospora crassa bij zijn onderzoek, waarnaar hij verwees bij zijn publicatie in 2004 Deze experimenten vormden het fundament voor wat Beadle en Tatum de ‘biochemische genetica’ noemden.
In april 2003 werd in Nature het gesequenste genoom van N. crassa gepubliceerd. Het is ongeveer 43 megabasen groot en bevat afgerond 10.000 genen.
Neurospora crassa komt van nature vooral voor in de tropische en subtropische gebieden en overwegend op dood plantenmateriaal. Op hostie kleurt de schimmel deze rood wat de verkeerde indruk van een bloedwonder geeft.
Stammen en ander materiaal van Neurospora crassa zijn te verkrijgen bij het Fungal Genetics Stock Center

## Levenscyclus
De perithecia worden alleen gevormd als twee mycelia met een verschillend paringstype met elkaar in contact komen. Er zijn twee paringstypen: type A en type a. Morfologisch zijn deze twee typen niet van elkaar te onderscheiden. Protoperithecia worden in het laboratorium gemakkelijk gevormd op een vast agarmedium met een relatief laag stikstofgehalte. Gebrek aan stikstof is noodzakelijk voor de genexpressie van genen die betrokken zijn bij de seksuele ontwikkeling Bij compatibiliteit vormen zich op de schimmeldraden gametangiën, de bouwcellen voor de gameten, waarin zich talrijke celkernen verzamelen. Uit een zeer fijne, vertakte, gespiraliseerde, meercellige schimmeldraad, de trichogyne, die uit een van de gametangiën, nu ascogonium genoemd, ontstaat, vormt zich een verbinding waardoor de celkernen uit het andere gametangium, nu antheridium genoemd, zich naar het ascogonium kunnen bewegen.
De opeenvolgende stappen in het fusieproces van A en a haploide cellen zijn beschreven door Fincham and Day en Wagner en Mitchell. Na de fusie van de cellen volgt niet direct de fusie van de kernen. Eerst gaan de bij elkaar horende kernen van de bevruchtende cel (het antheridium) en die van het ascogonium zich synchroon delen. Vervolgens kromt de top en vormt zo aan de top een haak in de vorm van een bisschopsstaf. Daarna worden er twee tussenwanden gevormd. De middelste cel bevat één kern type A en één kern type a. Deze tweekernige cel start de vorming van een ascus en wordt de  “initiële ascuscel” genoemd. De twee overgebleven eenkernige cellen smelten vervolgens samen. Deze tweekernige cel kan op zich ook weer haakvormig worden en een eigen initiële ascuscel vormen. Dit proces kan zich vele malen herhalen.
Na de vorming van de initiële ascuscel smelten de twee kernen samen en vormen een diploïde cel. Dit is het enige diploïde stadium van de schimmel. De diploïde kern bevat 14 chromosomen. Direct na de vorming van de diploïde kern gaat deze zich delen door een eerste meiotische deling en worden er na een tweede meiotische deling vier haploïde kernen gevormd, twee van het type A en twee van het type a. Na vervolgens een mitotische deling zijn er in elke ascus vier kernen van het type A en vier kernen van het type a.
Het mycelium dat het ascogonium omgeeft vormt tijdens bovengenoemd proces de wand van het perithecium, wordt geïmpregneerd met melanine en kleurt zwart. Het rijpe perithecium heeft een flesvormige structuur.
In een volgroeid perithecium kunnen wel 300 asci voorkomen, afkomstig van gefuseerde diploïde kernen. In de natuur worden de rijpe ascosporen met kracht de lucht in geschoten. Deze ascosporen zijn hitte resistent en in het laboratorium moeten ze voor de kieming gedurende 30 minuten verhit worden bij 60 °C. Voor gewone stammen duurt de volledige seksuele cyclus 10 tot 15 dagen. In een rijpe ascus met acht ascosporen hebben de naast elkaar liggende sporen dezelfde genetische samenstelling, omdat de laatste deling een mitotische is en de ascosporenzak de sporen op hun plaats houdt. De volgorde van de sporen in de sporenzak is bepaald door de kerndelingen tijdens de meiose. Omdat de vier primaire producten ook op volgorde liggen kan het eerste splitsingspatroon (meiose) van genetische merkers onderscheiden worden van het tweede splitsingspatroon (mitose).

## Systematiek
N. crassa dient als vertegenwoordiger van de clade van het taxon Nucletmycea.